# 이집트 창조 신화

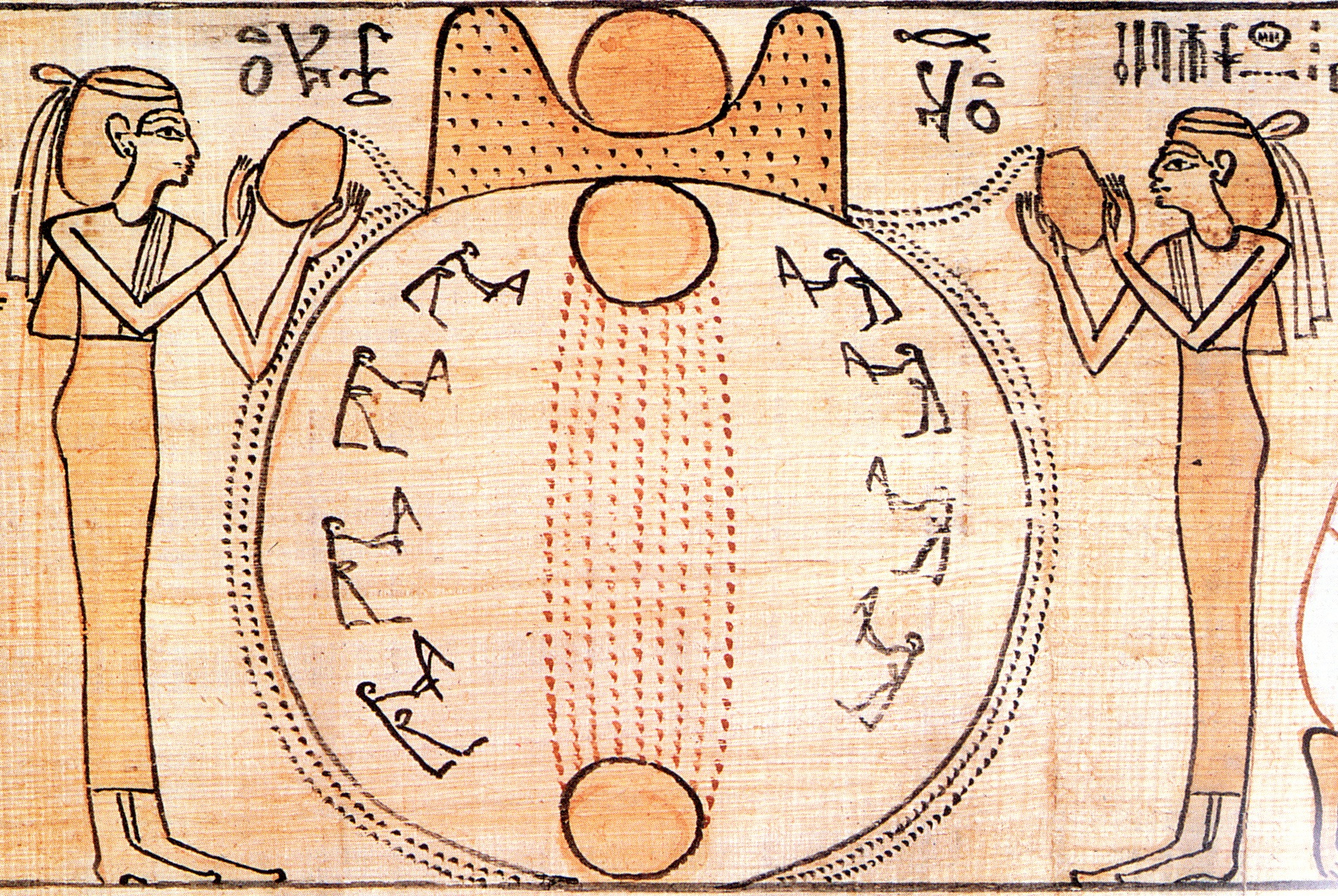
창조의 원형 언덕 위로 태양이 떠오르고 여신들이 그 주위에 원시의 물을 붓고 있다.

고대 이집트 창조 신화는 고대 이집트의 세계 창조에 대한 이야기이다. 이집트 고왕국(기원전 2700~2200년경) 시대의 피라미드 텍스트, 무덤 벽 장식, 문헌 등에 기록되어 있다. 이 신화들은 또한 세계에서 가장 오래 기록된 종교적 문헌집이기도 하다.
고대 이집트인들은 지역에 따라 세계, 또는 좀 더 구체적으로는 이집트가 다양한 방식으로 창조되었다고 여겨졌다. 개중에는 침뱉기, 혹은 자위를 통해 세계가 창조되었다고 보는 것도 있다. 최초의 신인 라 및 아툼(둘 다 창조신이자 태양신임)은 세상의 혼돈 상태에서 나타나 슈(공기)와 테프누트(습기)를 낳았고, 이들의 결합으로 게브(지구)와 누트(하늘)가 태어났으며, 그들은 다시 오시리스, 이시스, 세트, 네프티스를 낳았다. 이 기본 틀의 연장선상에는 오시리스와 그의 배우자 이시스, 그리고 그들의 아들 호루스가 등장하는 오시리스 신화가 있다. 세트에 의한 오시리스의 살해와 그 결과로 호루스가 승리한 권력 투쟁은 고대 이집트의 왕권 이데올로기를 우주의 창조와 연결 짓는 강력한 서사를 제공했다. 헬리오폴리스의 신화가 가장 널리 알려져 있다.
zp tpj ("첫 번째 시간")라는 용어는 원시적인 혼돈에서 현존하는 세계로의 전환 순간을 나타내는 데 사용된다.

## 공통 요소

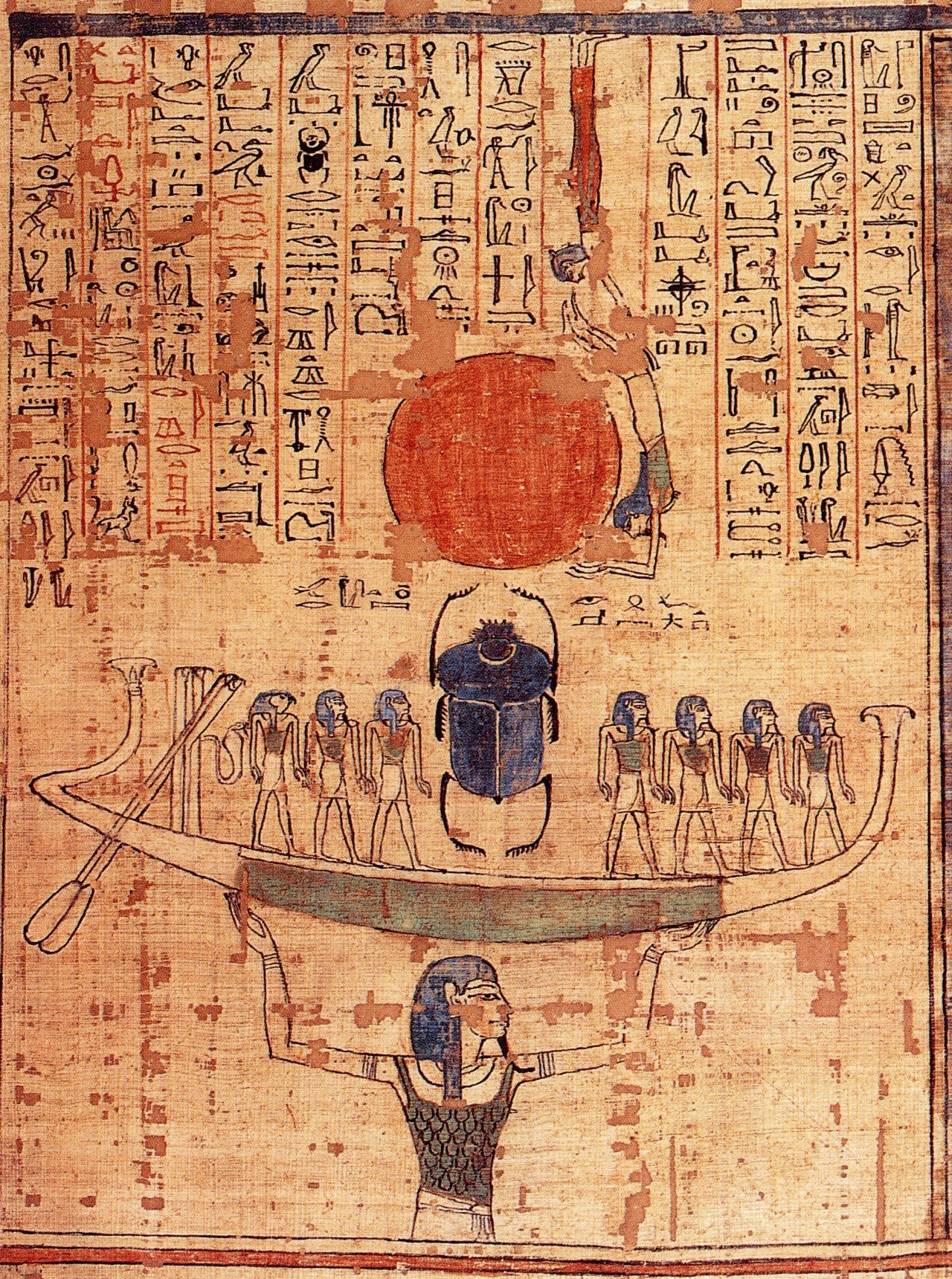
누가 창조의 물에서 갓 태어난 태양을 실은 태양의 돛단배를 들어 올린다.

비록 각각의 신화가 서로 다르지만, 공통 요소가 있다. 모든 신화는 세계가 누라고 불리는 생명 없는 혼돈의 물에서 생겨났다고 믿었다. 또한, 물에서 가장 먼저 나타난 것이 벤벤이라고 불리는 피라미드 모양의 언덕이라는 내용도 포함되어 있었다. 이러한 요소들은 매년 나일강의 범람에서 영감을 받았을 가능성이 높다. 물이 물러나면서 비옥한 토양을 남겼고, 이집트인들은 이것을 원시 혼돈에서 생명이 나타나는 것과 동일시했을 수 있다. 피라미드 언덕의 이미지는 강물이 물러나면서 가장 높이 솟아오른 흙 언덕에서 유래했다.
태양 또한 창조와 밀접하게 연관되어 있었으며, 일반적인 태양신 라나 새로 떠오르는 태양을 상징하는 신 케프리의 모습으로 언덕에서 처음으로 떠올랐다고 한다. 태양의 출현에 대한 여러 버전이 있었는데, 언덕에서 직접 나타나거나, 언덕에서 자란 연꽃에서 백로나 매, 스카라브 딱정벌레, 또는 인간 아이의 형태로 나타났다고 한다.
이집트의 우주론에서 또 다른 공통 요소는 우주란의 익숙한 형상으로, 원시의 물이나 원시의 언덕을 대체하는 것이다. 우주란 버전 중 하나는 태양신이 원시적인 힘으로서 원시 바다의 혼돈 속에 서 있던 원시 언덕에서 나타났다고 가르친다.

## 우주론
각기 다른 창조 이야기는 이집트의 주요 도시인 헤르모폴리스, 헬리오폴리스, 멤피스, 테베에서 숭배되는 신들과도 관련이 있었다. 각 신화들은 서로 경쟁하는 동시에, 고대 이집트인들이 믿었던 창조의 다양한 측면을 나타내기도 한다.

### 헤르모폴리스

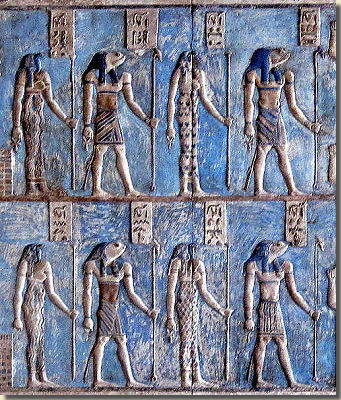
덴데라 신전 내 덴데라의 하토르 신전의 로마 시대 부조에 묘사된 오그도아드로, 일부는 개구리 머리를, 일부는 뱀 머리를 가지고 있다.

헤르모폴리스에서 유포된 창조 신화는 세계 창조 이전 우주의 본질에 초점을 맞췄다. 원시 물의 본질적인 특성은 오그도아드라고 불리는 여덟 신들로 표현되었다. 여신 나우네트와 그녀의 남성 짝인 누는 정적인 상태의 원시 물 그 자체를 나타냈다. 후흐와 그의 짝인 하우헤트는 물의 무한한 확장성을 나타냈다. 쿡과 카우케트는 그 안에 존재하는 어둠을 의인화했으며, 아문과 아무네트는 살아있는 물질 세계와 대조적으로 물의 숨겨지고 알 수 없는 본질을 나타냈다. 원시 물 자체가 창조 과정의 일부였으므로, 이들을 나타내는 신들은 창조신으로 볼 수 있었다. 신화에 따르면, 여덟 신들은 원래 남성 그룹과 여성 그룹으로 나뉘어 있었다. 그들은 물 속에 살았기 때문에 상징적으로 수생 생물로 묘사되었다. 남성은 개구리로, 여성은 뱀으로 표현되었다. 이 두 그룹은 결국 합쳐져 큰 격변을 일으켰고, 피라미드 모양의 언덕을 만들어냈다. 그 언덕에서 태양이 떠올라 하늘로 솟아올라 세상을 밝혔다.

### 헬리오폴리스
헬리오폴리스에서는 창조가 라와 밀접하게 관련된 신인 아툼에게 기인한다고 여겨졌는데, 그는 누의 물 속에서 비활성된 잠재적 존재로 존재했다고 전해진다. 아툼은 스스로를 낳은 신으로, 세계의 모든 요소와 힘의 근원이며, 헬리오폴리스 우주론은 그가 하나의 존재에서 이러한 다양한 요소들로 "진화"하는 과정을 묘사한다. 이 과정은 아툼이 언덕에 나타나 공기의 신 슈와 그의 여동생 테프누트를 낳으면서 시작되었는데, 이들의 존재는 물 가운데 공간의 출현을 나타냈다. 아툼이 어떻게 이것을 해냈는지 설명하기 위해, 신화는 자위행위의 은유를 사용하는데, 이 행위에 사용된 손은 그 안에 내재된 여성 원리를 나타낸다. 그는 또한 슈와 테프누트를 낳기 위해 "재채기"하고 "침을 뱉었다"고도 하는데, 이는 그들의 이름에 대한 말장난에서 유래한 은유이다. 다음으로, 슈와 테프누트는 결합하여 땅의 신 게브와 하늘의 여신 누트를 낳았고, 이들이 세상의 경계를 정의했다. 게브와 누트는 차례로 생명의 힘을 나타내는 네 자녀를 낳았는데, 바로 풍요와 재생의 신 오시리스, 모성의 여신 이시스, 혼돈의 신 세트, 그리고 보호의 여신 네프티스이다. 따라서 이 신화는 생명이 가능하게 된 과정을 나타냈다. 이 아홉 신들은 신학적으로 엔네아드로 분류되었지만, 여덟 명의 하위 신들과 세상의 다른 모든 것들은 궁극적으로 아툼의 확장으로 여겨졌다.

### 멤피스
멤피스에서는 창조가 장인의 수호신이었던 프타를 중심으로 전개되었다. 이로 인해 프타는 완성된 제품을 구상하고 원료를 가공하여 제품을 만드는 장인의 능력을 대표했다. 멤피스 신학은 프타도 비슷한 방식으로 세상을 창조했다고 말한다. 이는 곧 다른 이집트 창조 신화와 달리 물리적인 창조가 아니라 신의 말씀과 정신에 의한 지적인 창조였다. 프타의 마음(이집트인들에게는 인간 사고의 자리로 여겨짐) 속에서 발달한 생각들은 그가 혀로 이름을 붙였을 때 형태를 갖추게 되었다. 이러한 이름들을 말함으로써 프타는 신들과 다른 모든 것들을 만들어냈다.
멤피스 창조 신화는 헬리오폴리스의 그것과 공존했는데, 프타의 창조적 사고와 말이 아툼과 엔네아드의 형성을 야기했다고 믿었기 때문이다. 프타는 피라미드 언덕을 의인화한 신인 타테넨과도 연관되어 있었다.

### 테베
테베 신학은 아문이 단순히 오그도아드의 일원이 아니라 모든 것 뒤에 숨겨진 힘이라고 주장했다. 모든 창조 개념이 아문의 인격으로 융합되어 있으며, 이는 아문이 "하늘을 넘어 저승보다 깊은 곳에" 존재함으로써 다른 모든 신들을 초월한다는 점을 강조하는 종합적인 관점이다. 한 테베 신화는 아문의 창조 행위를 거위의 울음소리에 비유했는데, 이 울음소리가 원시 물의 정적을 깨고 오그도아드와 엔네아드를 형성하게 했다고 한다. 아문은 세상과 분리되어 있었고, 그의 진정한 본질은 다른 신들에게조차 숨겨져 있었다. 그러나 동시에 그는 창조의 궁극적인 근원이었기 때문에, 다른 창조자들을 포함한 모든 신들은 단지 아문의 한 측면에 불과했다. 아문은 이러한 믿음 때문에 결국 이집트 신전의 최고신이 되었다.
아문은 주요 종교 수도로서 테베의 성장과 동의어이다. 그러나 우리가 아문의 우월성에 대한 진정한 인상을 얻기 위해 주목하는 것은 테베 신전의 기둥이 있는 홀, 오벨리스크, 거대한 조각상, 벽 부조, 그리고 상형 문자 비문들이다. 테베는 시간의 시작에 원시 언덕이 출현한 장소로 여겨졌다.

## Bibliography
- Allen, James P. (2000). 《Middle Egyptian: An Introduction to the Language and Culture of Hieroglyphs》. Cambridge University Press. ISBN 0-521-77483-7.
- Fleming, Fergus; Lothian, Alan (1997). 《The Way to Eternity: Egyptian Myth》. Amsterdam: Duncan Baird Publishers. ISBN 0-7054-3503-2.
- Hart, George (2004). 《Egyptian Myths》. Austin, Texas: University of Texas.
- Leeming, David Adams (2010). 《Creation Myths of the World》. Santa Barbaro: ABC-CLIO. ISBN 978-1-59884-174-9.
- Seton-Williams, M.V. (1999). 《Egyptian Legends and Stories》. U.S.A: Barnes & Noble Publishing.
- Wilkinson, Richard H. (2003). 《The Complete Gods and Goddesses of Ancient Egypt》. Thames & Hudson. 206–207쪽. ISBN 0-500-05120-8.